# Alfred Cohn (Mediziner)
Alfred Cohn (* 30. Oktober 1890 in Berlin; † 22. September 1965 in New York City) war ein deutsch-amerikanischer Arzt und Dermatologe sowie Forscher am Robert-Koch-Institut (RKI). Er wurde aufgrund seiner jüdischen Herkunft verfolgt und musste deshalb im März 1933 das RKI nach der Machtergreifung durch die Nationalsozialisten verlassen.

## Leben bis zur Machtübernahme durch die Nazis
Alfred Cohn wurde als Sohn des Kaufmanns Siegmund Cohn und seiner Ehefrau Henriette, geb. Silberstein, geboren. Er hatte eine ältere Schwester, Johanna. Die Familie war jüdischen Glaubens. Kindheit und Jugend verbrachte er in seiner Geburtsstadt und machte 1911 am Friedrichs-Gymnasium Berlin sein Abitur. Anschließend studierte er Medizin an der Humboldt-Universität zu Berlin unter anderem bei Carl Flügge, Hans Virchow, Max Rubner, Friedrich Kraus und Karl Bonhoeffer. Bei Ausbruch des Ersten Weltkriegs unterbrach er sein Studium bis zum Sommersemester 1917 und war als Freiwilliger für zwei Jahre als Unterarzt in verschiedenen Feldlazaretten an der Westfront tätig.
Im Jahr 1919 erhielt Cohn seine Approbation als Arzt und promovierte bei dem Internisten und Kardiologen Wilhelm His, junior. Danach spezialisierte er sich auf dem Gebiet der Haut- und Geschlechtskrankheiten. Als Volontär- und Assistenzarzt war er in verschiedenen Berliner Polikliniken und Ambulanzen tätig, darunter in der von Wilhelm Wechselmann geleiteten dermatologischen Abteilung des Rudolf-Virchow-Krankenhauses, sowie von August 1919 bis Juni 1920 als Vertragsarzt beim Versorgungsamt für Groß-Berlin. In dieser Zeit wurde er Mitglied in verschiedenen medizinischen und ärztlichen Vereinigungen, darunter in der Dermatologischen Gesellschaft des Groß-Berliner Ärztebundes, der Berliner Medizinischen Gesellschaft und der Gesellschaft Deutscher Naturforscher und Ärzte.
Seine Forschungstätigkeit begann Alfred Cohn am 1. Mai 1922 am RKI. Die nächsten elf Jahre durchlief er dort verschiedene Abteilungen und beschäftigte sich schwerpunktmäßig mit der Diagnostik und Behandlung der durch Gonokokken ausgelösten, bakteriellen Infektionskrankheit Gonorrhoe. Neben seiner Forschungsarbeit am RKI betrieb Cohn als Facharzt für Haut- und Geschlechtskrankheiten eine Praxis mit staatlich konzessioniertem Laboratorium für Blutuntersuchungen. Nach der Machtergreifung der Nationalsozialisten wurde im Frühjahr 1933 das Gesetz zur Wiederherstellung des Berufsbeamtentums erlassen. Auf der Basis dieser gesetzlichen Vorlage wurde Alfred Cohn im März 1933 wie alle jüdischen Mitarbeitenden am RKI, darunter auch sein Vetter Werner Silberstein, wegen seiner jüdischen Herkunft entlassen.

## Beruf und Leben ab 1933
Schon bald nach seiner im März 1933 erfolgten Entlassung verließ Cohn mit seiner Frau und seinen beiden damals 15-jährigen Töchtern Deutschland und hospitierte in London am Royal Hospital for Tropical Diseases (HTD). Dabei bemühte sich Friedrich Karl Kleine, zunächst in seiner Position als stellvertretender Präsident und ab Juli 1933 als Präsident des RKI, mit verschiedenen Zeugnissen und Empfehlungsschreiben in deutscher und englischer Sprache den beruflichen Werdegang von Alfred Cohn in Großbritannien zu unterstützen. Schon am 26. Mai 1934 verließ Alfred Cohn mit seiner Familie von Southampton aus Europa und siedelte in die USA um. Dort war er zunächst als Associate Professor an der medizinischen Fakultät der Yale University tätig. Wie in Berlin am RKI beschäftigte er sich auch hier mit der Erforschung der Gonokokken. Im Jahr 1937 erhielt er das Angebot, am Aufbau einer Gonococcus Research Unit mitzuwirken, die dem Gesundheitsdepartement der Stadt New York unterstellt war und zu dessen Forschungsdirektor er 1940 ernannt wurde.
Alfred Cohn, inzwischen amerikanischer Staatsbürger, trat auch in den USA wieder zahlreichen amerikanischen Fachgesellschaften bei wie beispielsweise der American Medical Association (AMA), der New York County Medical Society, der American Public Health Association, der American Association of Pathologists and Bacteriologists (AAPB) und der American Association for the Advancement of Science. In angesehenen Fachzeitschriften veröffentlichte er regelmäßig eigene Forschungsergebnisse.
Zum Ende seines beruflichen Lebens übernahm Cohn im New Yorker Montefiore Hospital die Leitung des bakteriologischen Labors. Dort traf er auch seine ehemalige Kollegin Lucie Adelsberger aus dem RKI wieder, die ebenfalls wegen ihrer jüdischen Abstammung im Frühjahr 1933 aus dem RKI entlassen worden aber in Berlin geblieben war, dort 1943 nach Auschwitz deportiert wurde und knapp den Holocaust überlebte. Der Kontakt zu Adelsberger blieb bis zum Lebensende Cohns im September 1965 bestehen. Am 10. Oktober 1965 fand im Rosenthal-Auditorium des Montefiore Hospital eine Gedenkfeier zu Ehren Cohns statt, zu der die niederländische Bakteriologin und Epidemiologin Anna Charlotte Ruys, Lucie Adelsberger und der Jurist Alfred Oppler sehr persönliche Reden hielten.
Alfred Cohn war verheiratet Elka Edith geb. Buchholz († 1973), mit der er die Zwillingsschwestern Ruth Franziska und Esther Marie bekam. Seine einzige Schwester Johanna Cohn, geboren 1985, überlebte ebenfalls den Holocaust und lebte nach dem Krieg in Bad Nauheim.

## Schriften (Auswahl)
- Die Tuberkulose als aetiologischer Faktor bei einem Fall von Mikuliczscher Krankheit. Dissertation 1919.
- Gonokokkeninfektion. In: Wilhelm Kolle, August von Wassermann, Rudolf Kraus, Paul Theodor Uhlenhuth (Hrsg.): Handbuch der pathogenen Mikroorganismen. 3. Auflage, 1929.